# Harry McIlvenny
Harold Jowett McIlvenny, detto Harry (Bradford, 5 ottobre 1922 – West Yorkshire, 29 giugno 2009), è stato un calciatore inglese, di ruolo attaccante.

## Carriera

### Nazionale
Venne convocato nella Nazionale britannica che partecipò ai Giochi olimpici del 1948.